# フォリーオ
フォリーオ（イタリア語: Forio）は、イタリア共和国カンパニア州ナポリ県にある、人口約1万8000人の基礎自治体（コムーネ）。
ナポリ湾西部に浮かぶイスキア島にあるコムーネの一つ。

## 地理

### 位置・広がり
イスキア島西部に位置する。県都ナポリから西南西へ37kmの距離にある。

#### 隣接コムーネ
隣接するコムーネは以下の通り。
- カザミッチョラ・テルメ
- ラッコ・アメーノ
- セッラーラ・フォンターナ

## 姉妹都市
- ブリュソン、イタリア
- ポリニャーノ・ア・マーレ、イタリア
- Câmara de Lobos、ポルトガル